# Война миров Z
«Война миров Z» (англ. World War Z) — американский боевик о зомби 2013 года режиссёра Марка Форстера по сценарию Мэттью Майкла Карнахана, Дрю Годдарда, Деймона Линделофа и сюжету Карнахана и Дж. Майкла Стражински, основанный на романе Макса Брукса «Мировая война Z» (сына известных актёров Мела Брукса и Энн Бэнкрофт). Главную роль исполнил Брэд Питт, во второстепенных ролях снялись Мирей Инос и Джеймс Бэдж Дейл. Фильм рассказывает о Джерри Лейне, бывшем исследователе ООН, который путешествует по миру в поисках решения внезапного зомби-апокалипсиса.
Кинокомпания Питта Plan B Entertainment обеспечила права на экранизацию романа Брукса в 2007 году, и к Стражински обратились с просьбой написать сценарий, а к Форстеру обратились с просьбой режиссировать фильм. В 2009 году для переписывания сценария был нанят Карнахан. С запланированной датой выхода в декабре 2012 года и прогнозируемым бюджетом в 125 миллионов долларов съёмки начались в июле 2011 года в Мальте, прежде чем переехать в Глазго в августе и Будапешт в октябре. Производство потерпело некоторые неудачи, и в июне 2012 года дата выхода была перенесена, и команда вернулась в Будапешт на семь недель дополнительных съёмок. Деймон Линделоф был нанят для переписывания третьего акта, но не успел закончить сценарий, а Дрю Годдард был нанят, чтобы закончить переписывание. Пересъёмки проходили с сентября по октябрь 2012 года, увеличив бюджет до 190 миллионов долларов, хотя в некоторых публикациях он достиг 269 миллионов долларов.
Премьера фильма состоялась 2 июня 2013 года в Лондоне и на 35-м Московском международном кинофестивале, 14 июня в Нью-Йорке и Лос-Анджелесе и 21 июня в других частях США в 2D и RealD 3D. Фильм получил смешанные отзывы от критиков. Критики хвалили актёрскую игру Брэда Питта и фильм как реалистичное возрождение жанра зомби, но некоторые критиковали за антикульминацию, устаревшую CGI и отсутствие верности исходному материалу. Фильм имел коммерческий успех, заработав более 540 миллионов долларов при бюджете в 190 миллионов долларов, что сделало его самым кассовым фильмом о зомби всех времён. Продолжение было объявлено вскоре после выхода фильма, но в феврале 2019 года планы по нему были отменены, как сообщается, из-за проблем с бюджетом.

## Сюжет
В начале фильма в новостях говорят о неизвестном вирусе, охватившем западное побережье США. После чего полиция сообщает о странных нападениях на людей.
Затем начинается основная сюжетная линия фильма.
В одно обычное утро бывший следователь ООН Джеральд Лейн со своей семьёй у себя дома не обращает внимания на телерепортаж о введении где-то военного положения и о новостях из Филадельфии, где он живёт с семьёй.
Однако, находясь в автомобильной пробке, они становятся свидетелями того, как зомби, наделённые нечеловеческой силой, быстротой и безмерной агрессивностью, нападают на людей. Жертвы нападений зомби за 12 секунд превращаются в зомби.
Джерри удаётся захватить фургон и вывезти семью из города. Герои добираются до Ньюарка, но пока они вместе с охваченными паникой жителями набирают продукты и лекарства, на них нападают мародёры в разгромленном супермаркете. Они успешно отбиваются, но фургон угоняют. Друг Джерри — заместитель Генерального секретаря ООН Тьерри Уматони обещает утром выслать за ним вертолёт.
Семья Джерри находит укрытие в квартире латиноамериканских эмигрантов: муж и жена не говорят по-английски, переводчиком выступает их единственный сын. Джерри предлагает укрывавшей его семье последовать за ним («el movimiento es la vida» — исп. «движение — это жизнь»), но те отказываются и становятся жертвами зомби. Однако их сын в последний момент успевает взобраться на крышу вслед за Джерри: прилетевший вертолёт забирает его вместе с семьёй Джерри и отвозит на эскадру, стоящую в открытом море. Высокопоставленный военный предлагает Лейну, как опытному следователю, войти в состав команды расследования причин эпидемии. Джерри соглашается, ведь иначе его с семьёй отправят на берег в лагерь беженцев.
Джерри отправляется с командой на самолёте C-130 на базу США в Южной Корее, так как именно оттуда до вспышки пандемии зомби американцам пришло первое сообщение о появлении зомби, на которое никто не обратил внимания. Гарнизон базы осаждён полчищами зомби. При высадке по роковой случайности погибает молодой учёный, светило вирусологии Эндрю Фассбак. Военные рассказывают Джерри про вспышку заболевания на базе несколько недель назад. Заражённые превращались в зомби гораздо дольше 12 секунд. Нулевым пациентом был солдат, который отсутствовал целую неделю и мог заразиться от кого угодно. На базе находится полусумасшедший бывший оперативник ЦРУ Гюнтер Хаффнер, арестованный за продажу оружия Северной Корее. Он рассказывает, как северокорейцы избежали пандемии, проведя за 24 часа массовое удаление зубов у всего населения (чему Джерри не верит), и что Израиль за несколько дней до пандемии закончил строить гигантскую стену вокруг Иерусалима.
Джерри вылетает в Иерусалим, где один из десяти лидеров Моссада Юрген Вармбрюн сообщает, что их разведка перехватила сообщение индийского генерала о том, что индийская армия ведёт бои в джунглях «с ракшасами» (которые и надо понимать как зомби). Только благодаря особому мнению члена десятки, Юргена, израильтяне серьёзно отнеслись к информации и обнесли Иерусалим стенами, которые зомби не смогли преодолеть. Израиль продолжает принимать неинфицированных беженцев, невзирая на национальность. Беженцы, прошедшие через пункты пропуска, запевают песню, отвлекая охрану на стенах. Привлечённые шумом осаждающие город массы зомби перелезают через стены и врезаются в людские толпы. Возникает невообразимый хаос. Джерри и девушке-офицеру ЦАХАЛа по прозвищу Сеген удаётся сесть на самолёт компании «Belarus Airways», при побеге Сеген укусили, но Джерри спас её, быстро отрубив ей кисть руки и тем самым не дав инфекции распространиться по организму.
Джерри вспоминает слова погибшего вирусолога и случаи, когда зомби не трогали некоторых людей, и предполагает, что они были заражены, но какой-то другой смертельной инфекцией, а зомби выбирают только здоровые жертвы. По просьбе Джерри Тьерри находит исследовательский центр ВОЗ в Кардиффе, самолёт направляется туда. Тем временем стюардесса нечаянно выпускает в салон пробравшегося в грузовой отсек зомби, и пассажиры заражаются один за другим. Джерри, пытаясь спастись от надвигающейся угрозы, взрывает гранату. Разгерметизация вытягивает зомби наружу. Одного из них затягивает в двигатель самолёта, в результате чего самолёт терпит крушение близ Кардиффа.
В авиакатастрофе Джерри получает серьёзную травму, но остаётся в живых. Он с трудом отстегивает ремень безопасности кресла и падает на землю. Через несколько минут выжившая Сеген находит раненного Лейна среди обломков самолёта. Выжившие Джерри и Сеген с трудом добираются до почти нетронутого пандемией городка и нужного им исследовательского центра.
Джерри провёл в бессознательном состоянии 3 дня, за это время ему сделали операцию по удалению обломка, который попал в живот при крушении самолёта. На третий день Лейн приходит в себя. Сотрудники Центра расспрашивают дезориентированного Джерри, кто он такой и с какой целью прибыл сюда. В ответ Лейн просит сделать один телефонный звонок. Благодаря «верительной грамоте» от Тьерри Уматони, доктора Центра окончательно понимают, кто перед ними находится.
Джерри, Сеген и сотрудники Центра рассуждают и приходят к выводу, что зомби не нападают на живых, болеющих смертельным заболеванием. А специальное инфицирование будет действовать как «камуфляж» для выживших людей. Однако половина здания (блок В), где находится хранилище культур нужных болезнетворных микроорганизмов, захвачена зомби. Джерри добирается до хранилища и делает себе инъекцию неизвестной патогенной культуры, выбранной им наугад из других, после чего спокойно возвращается обратно, пробираясь сквозь толпы зомби, не обращающих на него никакого внимания. Врачи сразу же вкалывают ему антидот, чтоб он не умер. Джерри прибывает в лагерь беженцев, куда отправили его семью. Учёным удаётся разработать вакцину — «камуфляж», после чего начинается массовое истребление зомби.
В конце фильма идут кадры из разных точек планеты, которые показывают, что война продолжается. Русские, вооружённые подручным оружием, уничтожают зомби в битве за Москву, немецкие ополченцы научились натравливать собак на заражённых, а венгерские огнемётчики сжигают орды живых мертвецов, стоя на крыше многоэтажного дома.

## В ролях
- Брэд Питт — Джеральд (Джерри) Лейн, бывший сотрудник ООН
- Мирей Инос — Карен, жена Джерри
- Эбигейл Харгроув — Рейчел Лейн, дочь Джерри
- Стерлинг Джеринс — Констанция Лейн, дочь Джерри
- Даниэлла Кертес — Сеген, девушка из армии Израиля
- Фана Мокоэна — Тьерри Умутони, друг Джерри, зам. генсека ООН
- Питер Капальди — доктор ВОЗ
- Пьерфранческо Фавино — доктор ВОЗ
- Рут Негга — доктор ВОЗ
- Мориц Бляйбтрой — доктор ВОЗ
- Джеймс Бэдж Дейл — капитан Спик
- Луди Бокен — Юрген Вармбрюн
- Элиес Габел — Эндрю Фассбак
- Дэвид Морс — Гюнтер Хаффнер
- Мэттью Фокс — парашютист
- Люси Ахариш — молодая палестинка
- Дэвид Эндрюс — офицер военно-морского флота США
- Михил Хёйсман — Эллис
- Иван Камараш — солдат
- Константин Хабенский — российский стрелок (эпизод был вырезан при окончательном монтаже)

## Производство

### Разработка

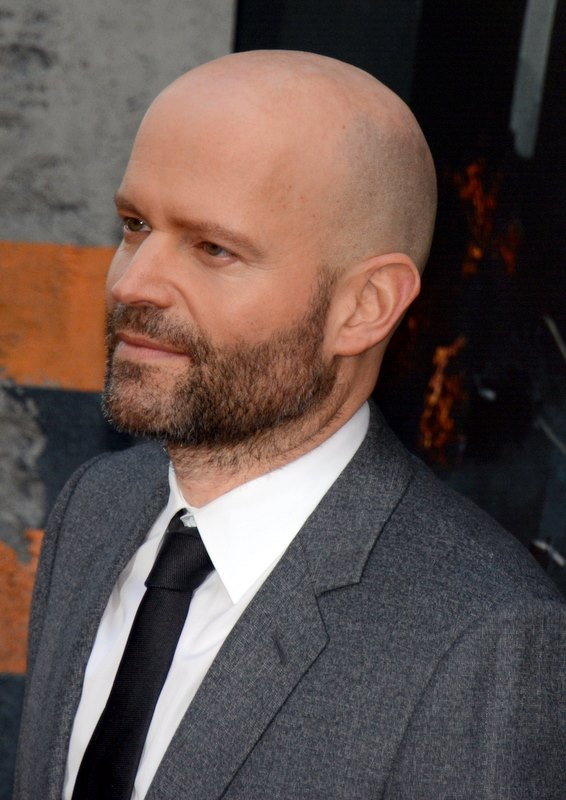
Марк Форстер был нанят режиссёром в 2008 году

После войны с продюсерской компанией Леонардо Ди Каприо Appian Way, компания Питта Plan B Entertainment получила права на экранизацию романа Макса Брукса в 2007 году. Первый сценарий был написан создателем телесериала «Вавилон-5» и создателем Rising Stars Дж. Майклом Стражински, который определил проблему адаптации работы как «создание главного героя из книги, которая читается как отчёт ООН о войнах зомби». Марк Форстер подписал контракт на режиссуру и описал фильм как напоминающий триллеры о заговоре 1970-х годов, такие как «Вся президентская рать». Стражинский определил шпионский фильм 2002 года «Идентификация Борна» как соответствующее сравнение и отметил, что фильм будет иметь большой международный охват, который сохранит политический акцент. Когда его спросили о его участии в фильме, Макс Брукс заявил, что у него есть «нулевое управление», но он предпочёл роль Брэда Питта и выразил одобрение Стражински в качестве сценариста. Брукс сказал: «Я не могу отдать это, но Стражинский нашёл способ связать всё это вместе. Последний черновик, который я прочитал, был потрясающим».
Ранний сценарий просочился в Интернет в марте 2008 года, что привело к обзору Ain’t It Cool News, который назвал его «не просто хорошей экранизацией сложной книги, [но] и определяющей жанр произведением, в котором мы все могли бы поспорить о том, квалифицируется ли фильм о зомби как «Лучший фильм». Сценарий был достаточно уважаем, чтобы найти место в Чёрном списке 2007 года «наиболее понравившихся» сценариев, которые ещё не были созданы. В рецензии Ain’t It Cool News также отмечается, что фильм стилистически похож на «Дитя человеческое», рассказывая за Джерри Лейне, когда он путешествует по послевоенному миру и берёт интервью у выживших в войне зомби, которые «начинают задаваться вопросом, является ли выживание победой любого рода».
В декабре 2008 года Стражински сказал, что надеется, что производство начнётся к началу 2009 года, но в марте 2009 года Форстер сказал, что сценарий всё ещё находится в разработке, и он не был уверен, будет ли «Война миров Z» его следующим фильмом. Позже в марте появились слухи о том, что были созданы производственные офисы, и фильм был в раннем предпроизводстве. Затем, в июне, Форстер сказал в интервью, что фильм будет отложен, заявив, что его сценарий всё ещё нуждается в большой разработке и «все ещё далек от реализации».
Брукс рассказал, что в июле 2009 года сценарий был переписан Мэттью Майклом Карнаханом. Он сказал, что считает, что это «показывает доверие [продюсера] к этому проекту» из-за суммы денег, которая в него вкладывалась. Paramount Pictures и UTV Motion Pictures на Comic-Con 2010 года объявили, что Форстер был назначен режиссёром, а Брэд Питт, как было подтверждено, сыграет главную роль. В марте 2011 года на Vulture сообщалось, что Paramount ищет софинансиста и, скорее всего, вытащит вилку для адаптации без него. В статье также говорится, что «прилагаются одиннадцатые усилия для частого софинансиста Paramount Дэвида Эллисона». Неделю спустя сообщалось, что «продолжены горячие и тяжелые переговоры с компания Дэвида Эллисона Skydance и двумя другими финансистами».

### Предпроизводство
Предпроизводство началось в апреле 2011 года, когда Роберт Ричардсон был объявлен оператором, а Найджел Фелпс — художником-постановщиком. В том же месяце сообщалось, что места съёмок будут включать Pinewood Studios и Лондон, Англия. Также в апреле Мирей Инос получила роль жены Джерри Лейна и матери двух детей.
В июне Джеймс Бэдж Дейл вступил в переговоры о присоединении к фильму в качестве американского солдата, который пытается предупредить власти о том, что угроза зомби реальна. Мэттью Фокс и Эд Харрис вступили в переговоры, и Джулия Леви-Бокен также должна была присоединиться к фильму. Сообщалось, что съёмки начнутся на Мальте в следующем месяце и будут охватывать Валлетту и Три города. Несколько дней спустя сообщалось, что съёмки также пройдут в Глазго, Шотландия, в августе, городе, который удвоится для Филадельфии, «с строительством ложных витрин магазинов и американскими автомобилями на дорогах». Глазго, как сообщается, был выбран после «многих месяцев в поисках идеального места в центре города, чтобы сыграть важную роль в фильме». Филадельфия была передана из-за «неопределённости в отношении государственных налоговых льгот для кинематографистов». Первоначально съёмки планировалось провести в Роял Танбридж-Уэллс, Англия, прежде чем переехать в Глазго.
Позже в июне дом визуальных эффектов Cinesite объявил, что будет работать над «значительным количеством сцен». В конце месяца сообщалось, что, несмотря на предыдущие сообщения, ни Фокс, ни Харрис не будут сниматься в фильме; у Фокса был конфликт в расписании, связанный с его предыдущим обязательством сниматься в фильме «Я, Алекс Кросс» с Тайлером Перри в Summit Entertainment, хотя позже он был замечен на съёмках сцены в Фалмуте, Корнуолл.

### Съёмки

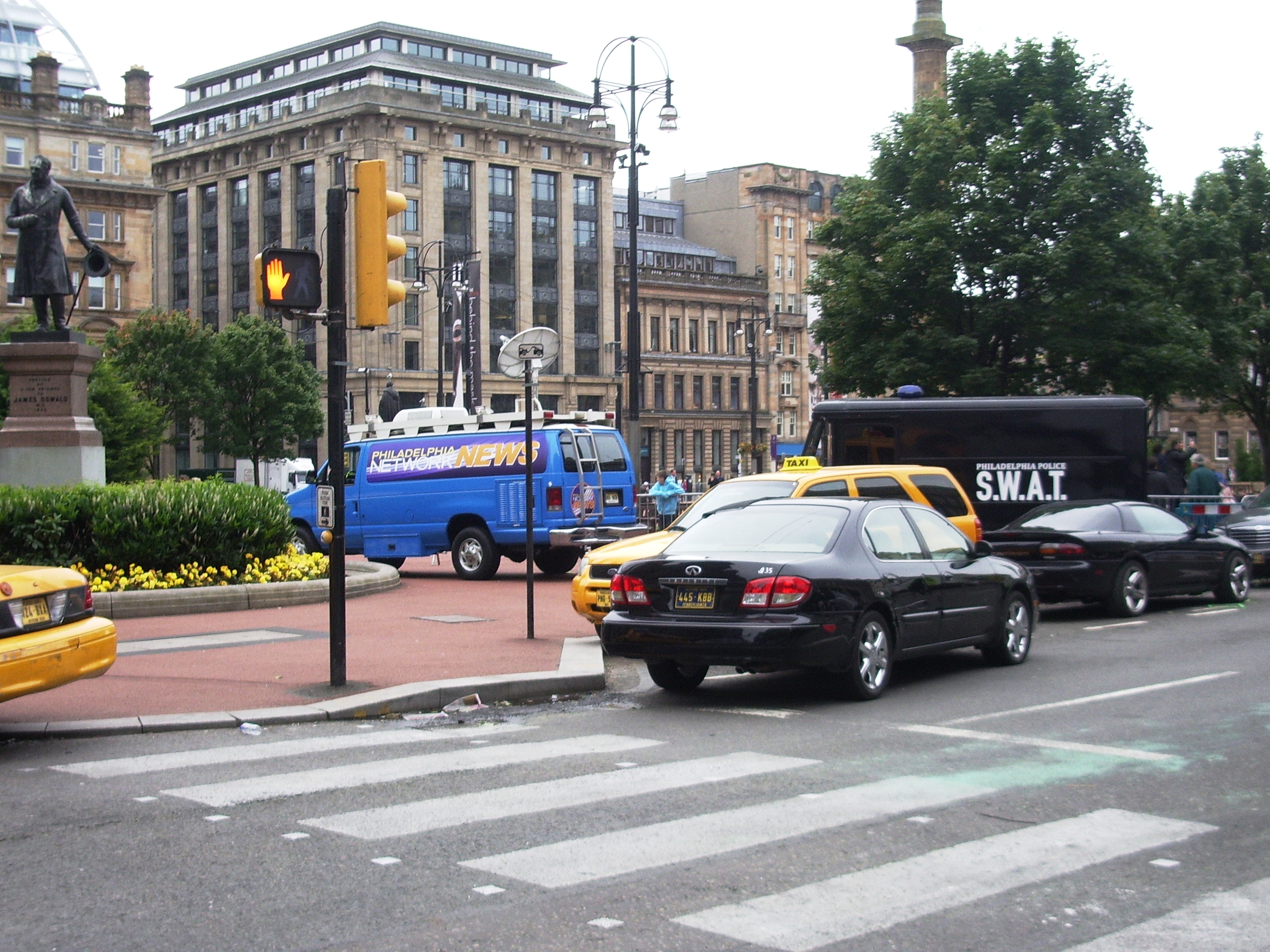
Съёмки на Джордж-сквер, Глазго, в августе 2011 года

С отчётным бюджетом более 125 миллионов долларов съёмки начались в июле 2011 года на Мальте, а первые фото со съёмок были выпущены несколько дней спустя. Съёмки планировалось перенести в Глазго в августе, и продюсерская компания хотела нанять 2000 местных статистов. По меньшей мере в Глазго 9 июля на кастинг пришли 3000 человек, надеясь на возможность появиться на сцене, действие которой происходит в финансовом районе Филадельфии. Сцены также были сняты в Фалмуте, Корнуолл. Также в июле актёр «Игры престолов» Элиес Гейбл получил роль персонажа по имени Фассбах. Несмотря на противодействие со стороны жителей, некоторые сцены были сняты в поместье Хейгейт в Южном Лондоне.
В августе Брайан Крэнстон вступил в переговоры о присоединении к фильму в «маленькой, но яркой» роли, но в конечном итоге ему пришлось уйти из-за конфликтов в расписании. Также в августе съёмки должны были состояться вдоль дороги по периметру Гранжмутского нефтеперерабатывающего завода в Гранджмуте, Шотландия, место, выбранное для длины дороги, что имело решающее значение для съёмки. Несколько дней спустя Paramount объявила, что фильм будет выпущен 21 декабря 2012 года. Позже в том же месяце съёмки начались в Глазго. Менеджер по местоположению фильма сказал, что Глазго был выбран из-за его архитектуры, широких дорог и расположения сетки. Сцены также были сняты на борту вспомогательного корабля Королевского флота RFA Argus перед съёмками в Глазго. Корабль был превращён в »USS Madison», который включал в себя трафарет нового номера вымпела на воронке и добавление некоторого «американизма» к надстройке. Стивен МакМенеми, штурман Argus, сказал: «Корабль отплыл, и к нам присоединились четыре небольших катамарана, которые использовались в качестве маркеров для камер, чтобы военные корабли могли быть добавлены с CGI». В октябре Дэвид Морс был выбран на роль «одного из заключенных, живущих в заброшенной тюрьме».
Первоначально создатели фильма намеревались снять сцену кульминационной битвы, действие которой происходит в России, и съёмочная группа переехала в Будапешт, чтобы снять её там. Съёмки в Будапеште начались вечером 10 октября. Тем утром Венгерский контртеррористический центр совершил налёт на склад, где оружие было доставлено для использования в качестве съёмочной опоры. 85 штурмовых винтовок, снайперских винтовок и пистолетов были доставлены в Будапешт ночью на частном самолете, но продюсеры фильма не смогли очистить доставку с венгерскими властями, и, хотя импортная документация указывала, что оружие было отключено, все было признано полностью функциональным. 10 февраля 2012 года обвинения были сняты после того, как следователи не смогли точно определить, какая «организация или лицо» имеет «права собственности»; поэтому они не могли «установлено, какая сторона несёт уголовную ответственность».
Съёмки завершились 4 ноября 2011 года.

### Постпроизводство
В июне 2012 года сценарист Деймон Линделоф был нанят для переписывания третьего акта фильма, а пересъёмки были запланированы на сентябрь или октябрь. Он был привлечён в качестве нового набора глаз, не обременённых всем сюжетом, и сказал: «[Брэд Питт] провёл меня через то, как он был взволнован, когда прочитал книгу, что было для него захватывающим, её геополитический аспект. Но когда мы начали работать над сценарием, многое из этого должно было отвалиться, чтобы сюжет объединился». Линделоф объяснил, что в сценарии были неэффективности по сравнению со съёмками, которые начались до завершения сценария, что сделало концовку «резкой и непоследовательной», и что в фильме отсутствует большая часть сцен. Он представил два варианта руководителям, которые в конечном итоге решили снять от 30 до 40 минут дополнительных сцен, чтобы изменить концовку. Однако Линделоф, который также переработал «Прометея» и был соавтором «Стартрека: Возмездие», не успел написать сценарий новой концовки, поэтому в июле Paramount наняла своего партнёра телесериала «Остаться в живых» Дрю Годдарда, чтобы закончить работу. Годдард позже сказал Creative Screenwriting: «Для меня большой урок «Войны миров Z» заключался в том, что Paramount, Plan B и Брэд Питт просто сказали: “Давайте найдём время, чтобы сделать этот фильм лучшей версией фильма, прежде чем мы выставим его на экран для зрителей”. [sic] Этого не так уж и много. Часто они просто бросают фильм и говорят: “Мы заработаем все наши деньги в первые выходные, а затем фильм исчезнет”. Я отошёл от этого, думая: “Почему бы нам не сделать это в большем количестве фильмов?”».
Пересъёмки в сочетании с другими излишками привели к тому, что бюджет фильма составил около 190 миллионов долларов, что шокировало президента Paramount Марка Эванса. Несколько сцен, снятых в Будапеште, включая крупномасштабную битву с зомби на Красной площади в Москве, были исключены из окончательной версии, чтобы разлить политический оттенок фильма и направить его к более дружественному летнему блокбастеру. На кульминационной сцене битвы в России, для которой было 12 минут сцен, как сообщается, персонаж Питта, сражающийся с зомби, больше похож на «героя воина», чем на «симпатичного семьянина» предыдущих актов. Режиссёр второго подразделения Саймон Крейн сказал: это больше не было управляемо персонажами… [Кинематографистам] действительно нужно было подумать о том, что они хотят сделать с третьим актом». Дополнительные сцены также были сняты в здании Pfizer в Discovery Park в Сануидже, Кент, для сцен, где Джерри пытается найти лекарство от пандемии зомби.
В марте 2013 года сообщалось, что Paramount изменила сцену в фильме, в которой персонажи предполагают, что вспышка зомби возникла на материковом Китае в надежде заключить дистрибьюторское соглашение в стране. Исполнительный директор, знакомый с предстоящими релизами в Китае, сообщил TheWrap в июне, что версия фильма была отклонена китайскими цензорами. Исполнительный директор Paramount утверждал, что он «не знал о каком-либо отказе», объяснив: «Мы представили одну версию и ещё не получили ответа».

## Саундтрек
В декабре 2011 года сообщалось, что Марко Белтрами подписал контракт, чтобы написать музыку к фильму. В мае 2013 года британская рок-группа «Muse» опубликовала видео на своем YouTube-канале, в котором намекнула, что они внесут свой вклад в саундтрек к фильму; были использованы песня «The 2nd Law: Isolated System» с их альбома 2012 года «The 2nd Law» и инструментальная версия «Follow Me», спродюсированная электронной группой «Nero». Warner Bros. Records выпустил саундтрек к фильму 18 июня 2013 года, в нём была оригинальная музыка, написанная Белтрами.
| Оценки критиков | Оценки критиков                                                                    |
| Источник        | Оценка                                                                             |
| --------------- | ---------------------------------------------------------------------------------- |
| Movie Wave      | 3,5 из 5 звёзд · 3,5 из 5 звёзд · 3,5 из 5 звёзд · 3,5 из 5 звёзд · 3,5 из 5 звёзд |
| Filmtracks      | 3 из 5 звёзд · 3 из 5 звёзд · 3 из 5 звёзд · 3 из 5 звёзд · 3 из 5 звёзд           |

| №                   | Название                     | Длительность |
| ------------------- | ---------------------------- | ------------ |
| 1.                  | «Philadelphia»               | 4:03         |
| 2.                  | «The Lane Family»            | 2:47         |
| 3.                  | «Ninja Quiet»                | 2:54         |
| 4.                  | «Searching for Clues»        | 5:33         |
| 5.                  | «NJ Mart»                    | 4:01         |
| 6.                  | «Zombies in Coach»           | 3:43         |
| 7.                  | «Hand Off!»                  | 2:49         |
| 8.                  | «No Teeth No Bite»           | 3:25         |
| 9.                  | «The Salvation Gates»        | 4:24         |
| 10.                 | «Wales»                      | 5:22         |
| 11.                 | «Like a River Around a Rock» | 5:08         |
| Общая длительность: | Общая длительность:          | 44:09        |

## Показ

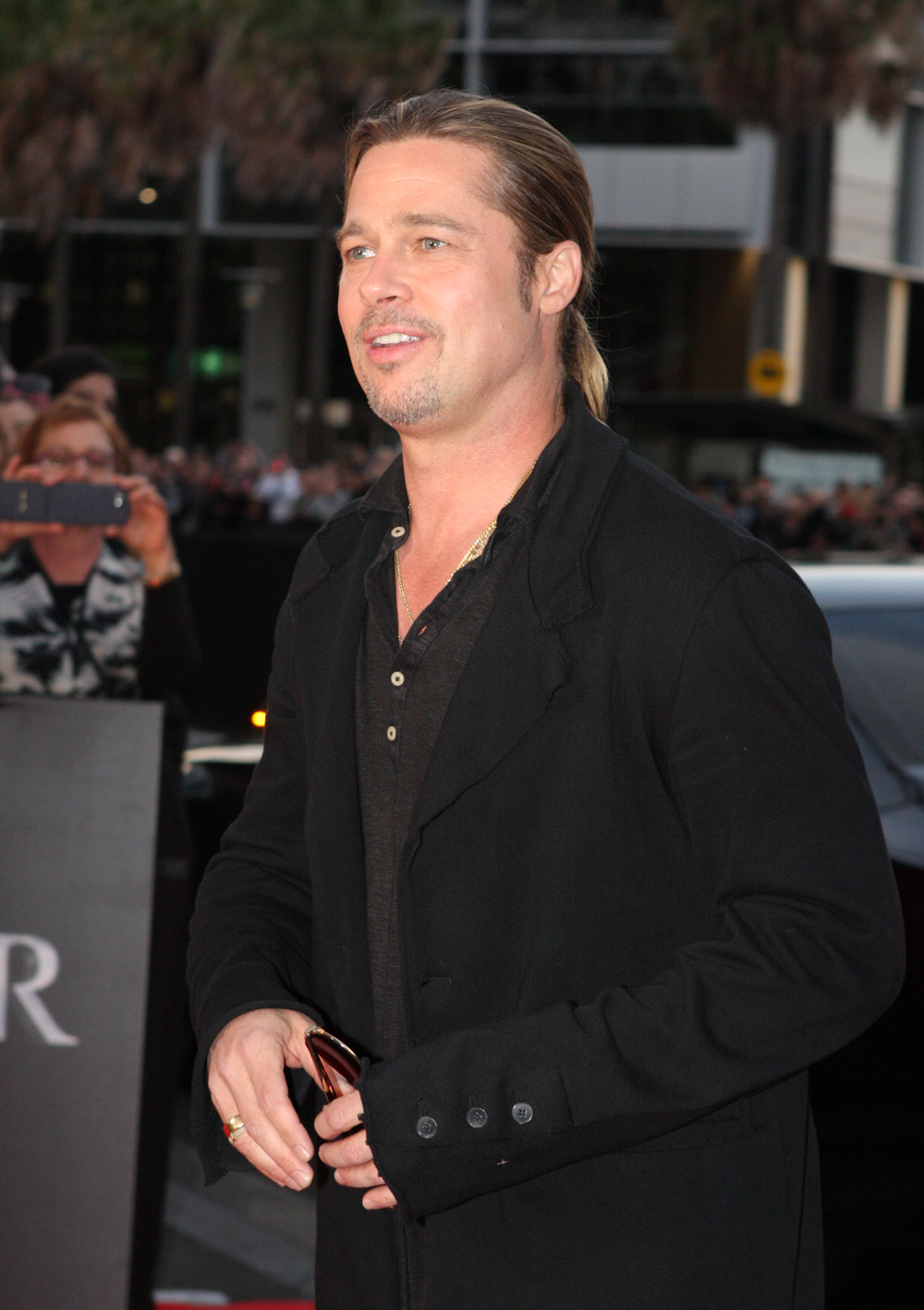
Брэд Питт на премьере фильма в Сиднее

Изначально фильм планировалось выпустить 21 декабря 2012 года, но в марте 2012 года дата выхода была перенесена на 21 июня 2013 года, и Paramount в декабре 2012 года выпустила «Джека Ричера». Мировая премьера состоялась 2 июня 2013 года в «Empire Cinema» на Лестер-сквере в Лондоне. 6 июня Брэд Питт присутствовал на показах фильма в Атланте, Филадельфии, Чикаго и Остине в один и тот же день. Фильм был выпущен 19 июня в кинотеатре «Grosvenor» в Глазго на Эштон-Лейн, за два дня до его выхода по всему миру и на следующий день в качестве вступительного фильма на 35-м Московском международном кинофестивале. В целом Paramount потратила на маркетинг фильма 160 миллионов долларов.

## Реакция

### Кассовые сборы
Фильм заработал 202,4 миллиона долларов в Северной Америке и 337,6 миллиона долларов на других территориях, что составляет в общей сложности 540 миллионов долларов по всему миру. Variety назвал его «настоятельным кассовым хитом», хотя Deadline Hollywood позже сказал, что он «едва оказался убыточным».
В Северной Америке в день выхода фильм заработал 25,2 миллиона долларов, в том числе 3,6 миллиона долларов с вечерних и полуночных показов в четверг. Он заработал 66,4 миллиона долларов в первый уик-энд, заняв второе место после «Университета монстров». В то время это был второй по величине первый уик-энд для фильма, который не дебютировал на первом месте (после «Послезавтра» (2004) с 85 807 341 долларом), самый кассовый первый уик-энд для фильма с Брэдом Питтом в главной роли и шестое кассовое открытие среди фильмов, выпущенных в июне.
На других территориях в день выхода фильм заработал 5,7 миллиона долларов (четверг, 20 июня 2013 года) и 45,8 миллиона долларов в первый уик-энд, заняв третье место.

### Отзывы
На «Rotten Tomatoes» фильм имеет рейтинг 66%, основанный на 279 отзывах, со средней оценкой 6,2 из 10; критический консенсус сайта гласит: «Он неровный и отличается от исходной книги, но “Война миров Z” по-прежнему приносит умные, быстро движущиеся острые ощущения и солидную производительность от Брэда Питта жанру зомби». На «Metacritic» он получил средний балл 63 из 100, основанный на 46 отзывах, что указывает на «в целом благоприятные отзывы». Зрители, опрошенные «CinemaScore», дали фильму оценку «B+» по шкале от «A+» до «F».
Ричард Роупер из Chicago Sun-Times дал фильму 3,5 звезды из 4, сказав: «Это чертовски интересно» и обеспечивает «почти безостановочный экшн». Питер Трэверс из Rolling Stone дал фильму 3 звезды из 4, сказав, что «саспенс — убийца». Генри Барнс из The Guardian посчитал фильм «попыткой с крупномасштабной серьезностью» в жанре зомби, которая привела к «пробивному, хотя и обычному боевику». Скотт Фундас в статье для Variety назвал фильм «удивительно умным, захватывающим и творческим дополнением к канону фильмов о зомби», который показывает «несколько видимых признаков массовых переписей, пересъёмок и других лоскутных постпроизводств». Тодд Маккарти из The Hollywood Reporter высказал мнение, что «Брэд Питт даёт способное выступление в захватывающем апокалиптическом зрелище о глобальном восстании зомби». Энтони Скотт из The New York Times сказал: «[Он] не пытается расширить границы коммерческих развлечений, но делает всё возможное, чтобы найти интересные способы провести в них время». Кеннет Туран из Los Angeles Times отметил, что «“Война миров Z” идёт немного как серия отдельных фильмов, и момент, когда новый заключительный акт был привит к разбирательству, безошибочен, но если бы вы не знали о беспокойном прошлом фильма, вы бы никогда не догадались, что он существовал».
В негативном обзоре Джо Нойер из New York Daily News сказал, что Война миров Z «не является летним триллером. Это анемичный боевик, который способствует волнению, как мёртвые конечности, когда он приближается к завершению». Робби Коллин из The Daily Telegraph подумал, что на фильм повлияло его проблемное развитие, отмечая, что «конечный продукт имеет сложную бесполезность», и фильм «не нашел бы сердца среди мужества». Алонсо Дуральде из TheWrap сказал: «При всей своей эффективности в изображении ужаса возможного вымирания человечества, фактические люди фильма настолько бездушны, что это также может быть киноверсией видеоигры “Plants vs. Zombies”».

### Награды и номинации
| Год  | Премия                             | Категория                                           | Получатель(и)                                               | Результат | Примечания |
| ---- | ---------------------------------- | --------------------------------------------------- | ----------------------------------------------------------- | --------- | ---------- |
| 2013 | Fright Meter Awards                | Лучшие спецэффекты                                  | Война миров Z                                               | Номинация |            |
| 2013 | Golden Schmoes Awards              | Лучший фильм ужасов года                            | Война миров Z                                               | Номинация |            |
| 2013 | Golden Schmoes Awards              | Самый большой сюрприз года                          | Война миров Z                                               | Номинация |            |
| 2013 | Golden Trailer Awards              | Трейлер летнего блокбастера 2013                    | Война миров Z                                               | Номинация |            |
| 2013 | Golden Trailer Awards              | Лучший телевизионный ролик летнего блокбастера 2013 | Война миров Z                                               | Номинация |            |
| 2013 | Hollywood Film Awards              | Hollywood Movie Award                               | Марк Форстер                                                | Номинация |            |
| 2013 | IGN Summer Movie Awards            | Лучший фильм ужасов                                 | Война миров Z                                               | Номинация |            |
| 2013 | Key Art Awards                     | Лучший фильм ужасов                                 | Война миров Z                                               | Номинация |            |
| 2013 | Rondo Hatton Classic Horror Awards | Лучшая аудио/визуальная техника                     | Paramount Pictures, Big Picture Entertainment               | Номинация |            |
| 2013 | Сатурн                             | Лучший визуальные эффекты                           | Эндрю Р. Джонс, Джессика Норман, Мэтт Джонсон, Скотт Фаррар | Номинация |            |
| 2013 | Teen Choice Awards                 | Choice Summer Movie: Action/Adventure               | Война миров Z                                               | Номинация |            |
| 2014 | Сатурн                             | Лучший триллер                                      | Война миров Z                                               | Победа    | [ 101 ]    |
| 2014 | 35th Young Artist Awards           | Лучшая молодая актриса в художественном фильме      | Эбигейл Харгроув                                            | Номинация | [ 102 ]    |

## Выход на видео
24 сентября 2013 года фильм был выпущен на Blu-ray и DVD. Издание Blu-ray включает в себя расширенную версию фильма, которая содержит семь минут дополнительных сцен, большая часть которых состоит из дополнительных моментов насилия и неизвестности в боевых сценах.

## Игры
Игра в жанре survival horror, «World War Z», была разработана Phosphor Games Studio и выпущена в мае 2013 года для мобильных платформ iOS и Android. Действие игры является спин-оффом фильма с совершенно другим набором персонажей и разворачивается в Нью-Йорке, Токио, Москве, Израиле и Париже.
В апреле 2019 года Saber Interactive выпустила игру для четырех игроков, также названную «World War Z», для PlayStation 4, Windows и Xbox One, которая включает в себя миссии, действие которых происходит по всему миру.

## Отменённое продолжение
Согласно отчёту Los Angeles Times в январе 2012 года, в то время Марк Форстер и Paramount Pictures рассматривали «Войну миров Z» как трилогию, которая имела бы заземленный, оружейно-металлический реализм, как в серии Джейсона Борна Мэтта Дэймона, привязанный к тревожной атмосфере конца света «Ходячих мертвецов». Планы на будущие фильмы были отложены из-за проблем с производством фильма, но в июне 2013 года, после успешного показа, Paramount объявила, что продвигается с продолжением. В декабре сообщалось, что Хуан Антонио Байона был выбран для режиссуры фильмах, а в мае 2014 года Стивен Найт должен был написать сценарий. В мае 2015 года было объявлено, что продолжение будет выпущено 9 июня 2017 года, но в январе 2016 года Paramount объявила, что режиссер Байона покинул проект из-за других обязательств.
В августе 2016 года Variety сообщил, что продолжение ещё не в производстве, но Дэвид Финчер вступил в переговоры, чтобы стать режиссёром, и в апреле 2017 года сообщалось, что Финчер был близок к подписанию сделки. 8 февраля 2017 года Paramount объявила, что съёмки всё ещё не начались, и фильм не будет выпущен до 2018 года или, возможно, даже 2019 года.
Финчер был утвержден Paramount в качестве режиссёра в июне 2017 года, а Брэд Питт снова сыграет роль Джерри Лейна. Съёмки должны были начаться осенью 2018 года, хотя позже это изменилось из-за участия Финчера в телесериале «Охотник за разумом». В октябре 2018 года продюсер Деде Гарднер подтвердил, что съёмки начнутся в июне 2019 года, и было несколько месяцев подготовки и укомплектования кадрами для съёмок в пяти странах, но в феврале 2019 года фильм был отменён. Источник, цитируемый The Hollywood Reporter, сказал, что запрет китайского правительства на фильмы с участием зомби или призраков был самой большой причиной, по которой Paramount отменила продолжение.

## Отсылки к другим фильмам
Ближе к концу фильма Джерри добирается до Всемирной организации здравоохранения (W.H.O.), где первым увиденным им человеком оказывается будущий исполнитель главной роли в сериале «Доктор Кто» Питер Капальди. В титрах он значится как W.H.O. Doctors, то есть безымянный персонал организации W.H.O. Роль Доктора Питер Капальди получил в 2013 году, уже после выхода фильма.

## Комментарии
1. ↑  Первоначально на эту роль был нанят Роберт Ричардсон, но он внезапно покинул производство, чтобы снять фильм «Джанго освобождённый», оставив Ньютона Томаса Сигела в качестве замены, чтобы закончить съёмки. Позже к обширным пересъёмкам был привлечён Бен Серезин. В какой-то момент Ричардсон должен был отдать должное, но, узнав, что цветовая оценка фильма была значительно изменена, он попросил удалить его имя из фильма, а Серезин получил имя в финальных титрах[1][2][3][4].